# Attagenus cuneatus
Attagenus cuneatus es una especie de coleóptero de la familia Dermestidae.

## Distribución geográfica
Habita en Turkmenistán.